# Порнократија
Порнократија или лат. Saeculum obscurum - мрачно доба папства је назив периода у историји римских папа током прве половине X века, почев од инагурације папе Сергија III 904.г. све до смрти папе Јована XII 964. године. Период је први пут идентификовао и тако га назван је италијански кардинал и црквених историчар Цезар Барониус.
Сам израз порнократија сковао је немачки протестантски теолог и историчар Вил Дурант у XIX веку мислећи на период од 867. до 1049. као „зенит папства“.
Током овог периода, папе су били под јаким утицајем моћне и корумпиране аристократске породице Конте и њихове родбине. Породица потиче од Теофилакта, и били на високим позицијама у римском племству. Његова супруга Теодора и ћерке, Теодора и Марозиа имали су велики утицај на папски избор и утицали на дешавања у римокатоличкој цркви преко завера, корупције и бракова.
Марозија постаје конкубина папе Сергија III, у својих 15 година. Њу је по по упутствима бискупа Кремоне припремила мајка Теодора, која је другу ћерку добила са папом Јованом X (914-929). За мање од једне деценије ове две даме су „направиле“ осам папа - које су и уклањале кад им нису одговарале.
Марозиа је била интимна прво са Сергијем III (964-911). Пре њега је месец дана владао Лав V, па узурпатор кардинал Кристоф, док их Сергије није обојицу посекао.
Сергије такође ископава сад већ десет година стар леш Формоза да би га опет проклео, иако је и њега самог овај заредио. Он лешу одсеца главу и преостала три прста и баца га у Тибар. Рибари налазе обезглављен леш и њега поново враћају у цркву св. Петра. Марозиа је са 15 година постала љубавница Сергијева, који је имао 45 година. Добила је с њим сина, пет година пре његове смрти.
Њена мајка Теодора је помогла већ двојицу папа да се уздигну и падну, кад је свог љубавника начинила папом Јованом X. Њих двоје удају сад удовицу Марозиу за Алберих-а из Тукулума, с ким она добија сина Албериха млађег. Старији је хтео да контролише Рим, али бива убијен. Јован X натерује Марозиу да види осакаћен леш свог мужа. Кад је Теодора 928. умрла Марозиа заробљава папу и задављује га. Следећа двојица папа владају врло кратко и ишчезавају на мистериозан начин. Син Марозие Сергије постаје са 20 година папа Јован XI.
После смрти другог мужа Марозиа се удаје за свог полубрата Хуга из Провансе који је био ожењен. Но њен син је папа, па то све сређује. Други Марозиин син Алберих са 18 година затвара свог полубрата Јована XI у Латерану, па чак и своју мајку која има већ преко 50 година.
Кад је Алберих у четрдесетој години умро, његов син и Марозијин унук Октавијан са 16 година постаје папа Јован XII (955—964), између њих је било четири папе. Он је први папа који је променио име. За њега се говорило, да је он пронашао грехе који су били непознати од почетка света. Раскош, разврат, скрнављење црквених ствари, пред олтаром је чак наздрављао ђаволу. Кад је Отон I Саксонски 961. крунисан за цара у цркви св. Петра, Јован XII са из ње опљчканим благом бежи у Тиволи. Синод од 16 кардинала га под заклетвцм оптужује за разне злочине и за блуд са својом мајком и нећаком, такође за сакаћење и ослепљивање својих духовних вођа. Он им на то прети екскомуникацијом, а кад је Отон отишао, он се с војском враћа у Рим и сакати и убија све који су учествовали у његовом прогонству. Кад је имао 24 године, затиче га један човек са својом женом у кревету и убија га ударцем чекића у потиљак.
Кад су после њега Римљани изабрали Бенедикта V за папу, Отон га не признаје и поставља Лава VIII (963—965), а после његове смти Јована XIII (965—972). Овај је такође свиреп, копао је очи непријатељима и пола становништва је посекао - према хроници Луитпрнда, Убрзо за њим долази Бенедикт VI, (972—974), кога убија муж чију је жену завео.
Марозиа је у затвору доживела 90 година. Тада су 986. године 23-годишњи папа Гргур V и 15-годишњи цар Отон III послали једног бискупа да из ње истера демоне, те укине њену казну екскомуницирања. Тако су је разрешили од греха, а затим погубили.
Гроф Алберих III из куће Тукулум поставља 1032. године свог једанаестогодишњег сина за папу Бенедикта IX (1032—1048). Један хроничар пише, да је он већ са 14 година у разврату и екстраваганцији превазишао све своје претходнике. Други да је демон из пакла обукао папску одору.
Бенедикт је често морао да бежи из Рима. Протерују га 1033. кад се вратио, покушавају да га прободу за време мисе у цркви св. Петра. 1046. га због пљачкања, убистава и насиља протерују и за папу постављају Силвестра III, али Бенедикта породица враћа назад после 50 дана и Силвестар одступа.
Бенедикт затим због женидбе хоће да се повуче, па пита свог кума свештеника Грациануса да ли то може. Овај му то потврђује и од њега откупљује папство и постаје Гргур VI. Цена је била једна до две хиљаде фунти злата и Петрова пара из Енглеске.
Многе папе су куповале своје звање, али је то први пут да га неко купи од другог папе. Од Бенедикта његови обожаваоци не одустају, те сад постоје три папе: Бенедикт, Гргур и Силвестер. Сада наступа немачки цар Хајнрих III, (1039—1056), који збацује сву тројицу и поставља за папу Клемента II, а овај њега истога дана крунише за цара. Кад је Клемент умро, Бенедикт поново долази на папски престо за време од осам месеци, а Дамаса II је он можда отровао после 23 дана 1048. Међутим, Бенедикт то не искоришћава, већ се повлачи у манастир, где проводи остатак живота.
Сада долазе Гргур VII (1073—1085) и Иноћентије III (1130—1143), које многи католички историчари називају највећим у историји цркве.

## Списак папа током периода порнократије
- Папа Сергије II (904-911), наводни љубавник Марозије
- Папа Анастасије II (911-913)
- Папа Ландо (913-914)
- Папа Јован X (914-928), наводни љубавник Теодоре (мајка), наводно убили Марозиа
- Папа Лав VI (928-928)
- Папа Стефан VI (928-931)
- Папа Јован XI (931-935), син Марозијин, наводно син папе Сергија III
- Папа Лав VII (936-939)
- Папа Стефан VIII (939-942)
- Папа Марин II (942-946)
- Папа Агапит II (946-955)
- Папа Јован XII (955-963), унук Марозијин, њен син Алберих II.